# Caroline Hoffstedt
Kerstin Anna Caroline Hoffstedt, född 12 augusti 1984 i Borlänge[källa behövs], är en svensk socialdemokratisk politiker.
Hoffstedt var mellan 2014 och 2020 kommunalråd i Uppsala kommun.